# Sabatia
Sabatia es un género con 20 especies de plantas con flores perteneciente a la familia Gentianaceae. Son nativas del este de América del Norte, América Central, y el Caribe.

## Descripción
Son plantas herbáceas anuales o perenne  que crecen hasta los 10-130 cm de altura. Las flores se producen en grandes cimas en la parte superior de los tallos , las corolas de las flores tienen 5-12 lóbulos, de color rosa o blanco, con un ojo central de color amarillo en contraste. El fruto es una cápsula que contiene numerosas semillas pequeñas.

## Taxonomía
El género fue descrito por  Michel Adanson y publicado en Familles des Plantes 2: 503. 1763.

## Especies
Fuente: USDA, Arkansas Native Plant Society
- Sabatia angularis
- Sabatia arenicola
- Sabatia arkansana
- Sabatia bartramii
- Sabatia brachiata
- Sabatia brevifolia
- Sabatia calycina
- Sabatia campanulata
- Sabatia campestris
- Sabatia capitata
- Sabatia difformis
- Sabatia dodecandra
- Sabatia formosa
- Sabatia gentianoides
- Sabatia grandiflora
- Sabatia kennedyana
- Sabatia macrophylla
- Sabatia quadrangula
- Sabatia stellaris